# Petit Comic
Le Petit Comic (プチコミック, Puchi Komikku) est un magazine de prépublication de mangas mensuel de type josei édité par Shōgakukan.